# Diemaco C7
De Colt Canada C7, vroeger bekend als de Diemaco C7, is een type geweer dat als wapen algemeen gebruikt wordt door de krijgsmacht in Nederland en Canada. De C7 is een door Diemaco in licentie geproduceerde versie van de M16A2 van Colt.

## Specificaties
De bij de Nederlandse defensie veel gebruikte versie van de C7 is een semiautomatisch geweer. Dat wil zeggen dat het wapen automatisch laadt na het schieten. Het wapen heeft drie standen: Repeat (R), automatisch (A) en Safe (S). Met Single shot kun je een enkel schot vuren.
Het geweer wordt standaard geleverd met een kunststof patroonhouder. M16-patroonhouders passen er ook in. De patroonhouders kunnen met maximaal 30 patronen worden gevuld, maar om storingen te voorkomen worden ze gevuld met 29 patronen.
Dit wapen heeft een effectieve dracht van 400m en wordt 'ingeschoten' op 300m (richtpunt = trefpunt). Zonder telescoop (de standaard C7) is het voor een geoefende schutter mogelijk om op afstand doelen uit te schakelen. Mits goed onderhouden, is het wapen zeer betrouwbaar. Het ‘hulzengatdeksel’ wil nog weleens openspringen bij het tijgeren (een kruipende verplaatsing), waardoor het vol kan lopen met bijvoorbeeld zand.
De Colt Canada C7 is een afgeleide van de M16 die van de AR-15 (ontworpen door Eugene Stoner) afstamt, die weer uit de AR-10 (ook een ontwerp van Eugene Stoner) ontstaan is. De Diemaco is een verbeterde versie van de M16. Op de C7 zit een aandrukplunjer waarmee de afsluiter naar voren gedrukt kan worden. De AR-10, de eigenlijke stamvader van de Colt Canada C7, werd geproduceerd door het voormalige Nederlandse staatsbedrijf De Artillerie-Inrichtingen.
De aanschafkosten van het geweer bedroegen in 2007 1.500 euro.

## Variaties
De C7A1 heeft een 'platte' bovenkant, met 'rails' (ook wel picatinny-rails genoemd), waar men een diverse soorten richtmiddelen kan monteren. Zoals een Elcan C79 of aimpoint.
In tegenstelling tot de C7 kan de C7A1 wel volautomatisch vuren. De ‘burst’-(drieschots)stand is voor de C7 bedacht om munitie te besparen (een les uit de Vietnamoorlog). Alleen de Pantserinfanterie, Luchtmobiel, Korps Nationale Reserve en het Korps Mariniers gebruiken de volautomatische C7A1. In de praktijk zal er echter vooral semiautomatisch vuur worden uitgebracht. Andere wapen- en dienstvakken gebruiken de C7 of de C8A1 in het Nederlandse leger.
Bij het Korps Commandotroepen (KCT) werd een speciale versie van de Diemaco C8 gebruikt: de Diemaco C8A1GD, die voorzien kan worden van een geluiddemper. De Diemaco C8A1GD is inmiddels vervangen door de Heckler & Koch HK416.
Bij het Korps Mariniers is tevens de LOAWNLD in gebruik. Dit wapen is gebaseerd op de C7 en is uitgerust met een andere handbeschermer, een tweepoot, een zwaardere loop en een andere buffer. Het wapen is bedoeld als ondersteuningswapen en geschikt om langere tijd automatisch vuur uit te brengen. Echter zijn voor dit wapen alleen de standaard patroonhouders in gebruik, waardoor de mogelijkheid tot automatisch vuur uitbrengen niet optimaal benut kan worden.

## Vaardigheid opdoen
Naast het schieten met munitie en losse munitie zijn er ook simulatievarianten van de wapens aanwezig. In dit geval is er een soort bioscoop ingericht, de "Kleinkaliber Wapen Simulator" (KKWSIM), waarbij diverse virtuele scenario's geprojecteerd kunnen worden. Dit wordt vooral gebruikt om wapenhandelingen te trainen. Dezelfde simulator wordt ook gebruikt voor de Glock en MAG, LOAW en Panzerfaust en in andere landen ook wel voor andere wapens.
Daarnaast is er ook een systeem te monteren, wat vaak gebruikt wordt op oefening. Dit systeem lijkt veel op laserschieten, alle wapens worden uitgerust met een laser, ook de grotere wapens zoals de MAG en de .50, de voertuigen krijgen ook een lasersysteem, de militairen ook, en zo wordt alles bijgehouden.

## Gebruikers
De Diemaco wordt naast het Nederlandse leger ook gebruikt door het Canadese, het Deense, het Britse en het Noorse leger.

## Modificatie
Sinds 2009 kunnen de C7's van de Nederlandse krijgsmacht gemodificeerd worden. Alle wapens kunnen uitgerust worden met onder andere een telescopische kolf, aangepaste vuurregelaar en patroonhouderpal en een railsysteem. En er is een nieuwe coating aangebracht. De planning was dat het aanpassen van alle 25.000 wapens zo'n 4 jaar in beslag gaat nemen. De gemoderniseerde versie heet Colt Canada C7NLD.

## Underslung
De Diemaco C7 en C8 en hun opvolgers Colt C7 en C8 en Heckler & Koch HK416 (5,56 mm) en HK417 (7,62 mm) kunnen voorzien worden van een Heckler & Koch AG-NL underslung 40mm-granaatwerper.